# 藤枝リュウジ
藤枝 リュウジ（ふじえだ リュウジ、1943年 - ）は、日本のイラストレーター・アートディレクター・絵本作家。東京都生まれ。藤枝りゅうじ、ふじえだりゅうじ、ふじえだリュウジという名義を使用することもある。

## 経歴
1968年、東京芸術大学工芸科（ビジュアルデザイン専攻）を卒業し、広告プロダクションサン・アドに入社。デザイナーとしてサントリーや本田技研工業のCMを手掛ける。
1972年にサン・アドを退社後は株式会社藤枝リュウジデザイン室を主宰、パルコ、たまプラーザ東急SC、ビブレ等のアートディレクションや、『ぴあ』のイラストレーションなどを担当。NHK教育テレビの『ハッチポッチステーション』『クインテット』『フックブックロー』『コレナンデ商会』のキャラクターなど、子ども番組の制作にも参加している。1994年には「世界ポスタートリエンナーレトヤマ」銅賞を受賞。月刊誌『味の手帖』のデザインチーフ。
2015年9月から放送のNHK連続テレビ小説『あさが来た』のタイトルバックを手掛ける。

## 作品

### 一般書籍
- Whiteeth-歯を白くするって どんなこと？ 佐藤恭子文 藤枝リュウジ絵, 有斐閣アカデミア, 2002.12
- にいちゃん、ぼく反省しきれません。（柚木真理）ポプラ社  1998.5
- 父さん、ぼく面倒みきれません。（柚木真理）新風舎 2005.1
- 食在南海 石垣愛子 藤枝リュウジ 味の手帖 2005.7
- 落語いってみよう、やってみよう 林家正蔵 藤枝リュウジ 集英社 2008.2

### 絵本・児童書
- ぞうからかうぞ ことばあそびの絵本 石津ちひろ リブロポート, 1992.1（リブロの絵本）
- ころころラッコこラッコだっこ ことばあそびの絵本 石津ちひろ リブロポート, 1993.2（リブロの絵本）
- ぼうけんヤシノミどこへいく 菅原たくや 文化出版局, 1993.4
- あひるがいちわうとうと あいうえおの絵本 石津ちひろ リブロポート, 1994.4（リブロの絵本）
- おとうさんはまんねんひつ 大津由紀雄 岩波書店, 1996.10（ことばのからくり）
- つかまったのはだれ? 大津由紀雄 岩波書店, 1996.10（ことばのからくり）
- パジャマおばけのおばけパジャマ 大津由紀雄 岩波書店, 1996.10（ことばのからくり）
- ぼくらは赤いうたうさぎ 大津由紀雄 岩波書店, 1996.10（ことばのからくり）
- きつねのぱんとねこのぱん 小沢正 国土社, 1996.12（絵本といっしょ）
- がらすこつこつからすのこ 石津ちひろ 文化出版局, 1996.10（ことばあそびえほん）
- つかまったのはだれ?  大津由紀雄 岩波書店, 1996.10（ことばのからくり）
- どうぶつ 藤枝リュウジ 河合楽器製作所・出版事業部, 1998.5（あかちゃん字典）
- おもちゃ 藤枝リュウジ 河合楽器製作所・出版事業部, 1998.5（あかちゃん字典）
- はじめての50おん おもちゃ 藤枝リュウジ（楽譜）河合楽器製作所・出版事業部 1998.12（あかちゃん字典）
- お江戸はやくちことば 杉山亮 河合楽器製作所・出版事業部, 1998.1
- ないてないであらってわらって 日暮真三 学習研究社, 1998.1（クリエイターズえほん）
- にんじんごぼうだいこん ふじえだりゅうじ 学習研究社, 1999.4（はじめてのめいさくしかけえほん）
- わらしべちょうじゃ ふじえだりゅうじ 学習研究社, 1999.6（はじめてのめいさくしかけえほん）
- I LOVE HOTCH POTCH STATION（荒川タカユキ、山路勝也）ブックマン社 1999.7
- ムガムガチュウぬるほん ふじえだリュウジ 学習研究社, 1999.11（あそびのおうさまbook）
- ありときりぎりす ふじえだりゅうじ 学習研究社, 2000.12.（はじめてのめいさくしかけえほん）
- お江戸決まり文句 杉山亮 河合楽器製作所・出版事業部, 2000.4
- ハッチポッチステーションうえをむいてわらおう 下山啓 小学館 2000.7
- お江戸なぞなぞあそび 杉山亮 河合楽器製作所・出版事業部, 2001.9
- ねむる 藤枝リュウジ 学習研究社, 2001.11（かんきょうかがくえほん）
- そろそろぞろぞろ 内田麟太郎 金の星社, 2001.9（こどものくに傑作絵本）
- ジャーニーの車掌はぼくだ 下山啓 学習研究社, 2003.3（ハッチポッチステーション絵本1）
- ダイヤさんのあしたはしあわせ 下山啓 学習研究社, 2003.3（ハッチポッチステーション絵本2）
- トランクの小さなともだち 下山啓 学習研究社, 2003.9（ハッチポッチステーション絵本3）
- エチケットじいさんのじいさんてんさいじ 下山啓 学習研究社, 2003.9（ハッチポッチステーション絵本4）
- ありんここりん 藤枝リュウジ 教育画劇, 2004.7
- えほん寄席 満員御礼の巻 桂文我、 桂平治、 柳亭市馬、 桂米平 絵：藤枝リュウジ、 荒井良二、 長野ヒデ子、灘本唯人、山崎英介 小学館 2007.3
- よるくまくるよ（ことばあそびの絵本） 石津ちひろ BL出版 2007.11
- こねこにこにこねどこでねころぶ（ことばあそびの絵本）石津ちひろ BL出版 2008.4

### テレビ
- ハッチポッチステーション（NHK教育テレビ）
- クインテット（NHK教育テレビ）
- うたっておどろんぱ（ドキドキハウス）（NHK教育テレビ）
- フックブックロー（NHK教育テレビ）
- あさが来た（NHK）
- コレナンデ商会（NHK教育テレビ）

### 広告
- サントリービール純生「若さだよ、ヤマちゃん」（1972年）
- ヒッポファミリークラブ（プリント広告デザイン）
- トヨタ交通安全キャンペーン「マチホタル」(キャラクターデザイン)

### その他
- 週刊少年サンデー表紙デザイン（1970年 - 1971年）
- お言葉ですが…（高島俊男、週刊文春、挿絵）
- ヒッポファミリークラブ（テキストデザイン）
- なんで山登らへんの（高田直樹、山と渓谷、挿絵）